# Рали (филм)
„Рàли“ е български игрален филм от 1978 година на режисьора Вили Цанков, по сценарий на Ивайло Дичев и Стефан Дичев. Оператор е Красимир Костов. Музиката във филма е композирана от Кирил Дончев.

## Сюжет
Дните на Априлското въстание от 1876. Родителите на 14-годишния Рали са зверски убити от турците, а единственият му близък човек – брат му Лукан, е осъден на заточение в Диарбекир. Любовта и вярата отвеждат малкия Рали на другия край на света. С помощта на стареца Нестор и неговата дъщеря Лилях Рали организира бягството на Лукан. С тях тръгва и сирийският революционер Ел Шахин. Рали разбира, че всички потиснати, независимо от тяхната националност, имат един враг – експлоататорите господари. След много премеждия бегълците от Диарбекир стигат до родината. Те се вливат в редиците на опълчението и заедно с руските войници участват в настъплението, донесло свободата на България.

## Актьорски състав
Роли във филма изпълняват актьорите:
- Иво Христов – Рàли
- Оля Ал-Ахмед – Оля Садик – Клео / Египтянката /
- Михаил Мутафов – даскал Лукан
- Джоко Росич – Нестор
- Дилором Камбарова – Лиллях
- Димитър Ташев – Сириецът Ел Шахин
- Стоян Гъдев – Фейсал бей
- Шукур Бурканов – Абу Талип
- Наум Шопов – Томру Агаса
- Георги Черкелов
- Никола Тодев
- Лъчезар Стоянов
- Стефан Пейчев
- Пенка Цицелкова
- Анани Явашев
- Тодор Тодоров
- Богомил Симеонов
- Димитър Бочев
- Никола Ханджийски
- Илка Вълчева